# Introdução à Aritmética

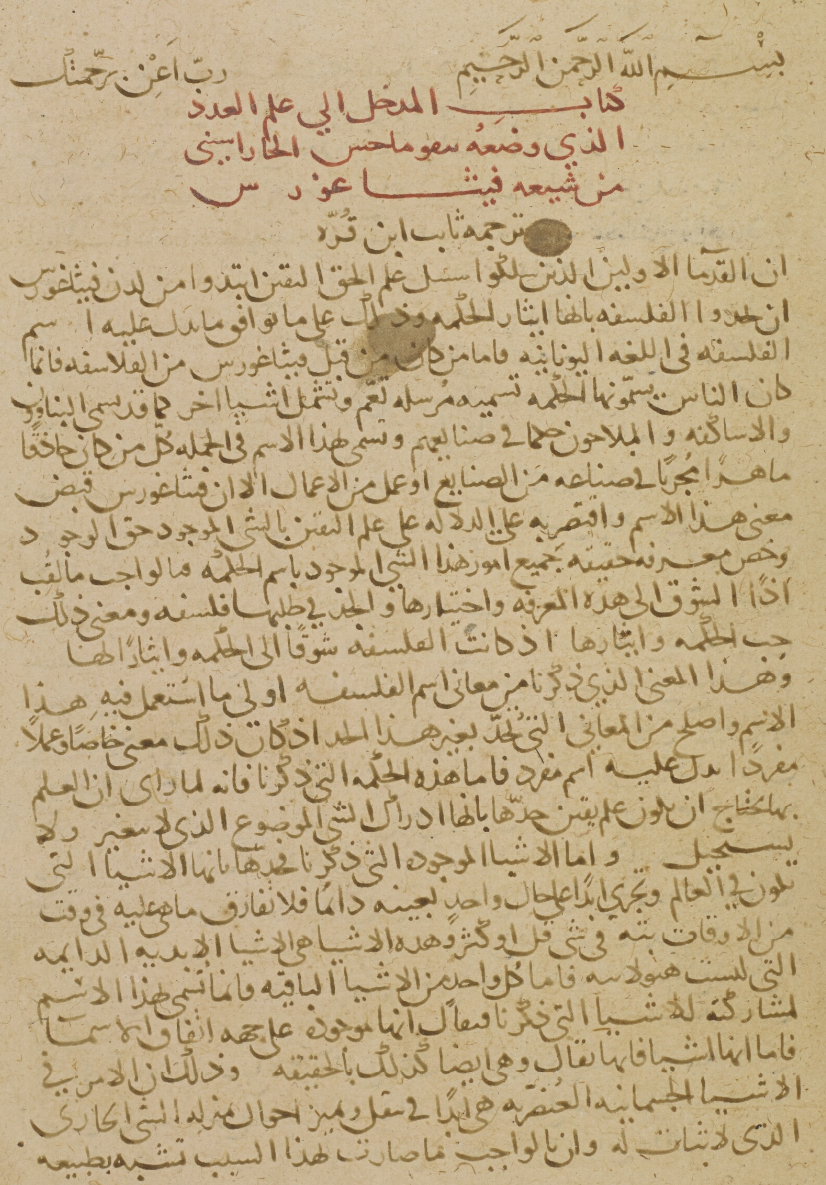
Manuscrito árabe de Introdução à Aritmética, traduzido por Thābit ibn Qurra (falecido em 901). Biblioteca Britânica: Manuscritos Orientais, Add MS 7473.

O livro Introdução à Aritmética (em grego:  Ἀριθμητικὴ εἰσαγωγή, Arithmetike eisagoge) é o único trabalho existente sobre matemática de Nicômaco (60 – 120).

## Resumo
A obra contém prosa filosófica e ideias matemáticas básicas. Nicômaco refere-se a Platão com bastante frequência e escreve que a filosofia só pode ser possível se alguém souber o suficiente sobre matemática. Nicômaco também descreve como os números naturais e as ideias matemáticas básicas são eternos e imutáveis, e em um reino abstrato. É composto por dois livros, vinte e três e vinte e nove capítulos, respectivamente.
Embora tenha sido precedido pelos babilônios e pelos chineses, Nicômaco forneceu uma das primeiras tabelas de multiplicação greco-romanas, enquanto a mais antiga tabela de multiplicação grega existente é encontrada em uma tábua de cera datada do século I (agora encontrada no Museu Britânico).

## Edições
- Nicômaco de Gerasa Introdução à aritmética, traduzida para o inglês por Martin Luther D'Ooge; com estudos em aritmética grega por Frank Egleston Robbins e Louis Charles Karpinski, estudos da Universidade de Michigan (Londres: Macmillan, 1926).
- Nicômaco de Gerasa Introdução à aritmética, traduzida para o inglês por Martin Luther D'Ooge; com estudos em aritmética grega por Frank Egleston Robbins e Louis Charles Karpinski (Londres: Johnson Reprint Corp., 1972).